# 15861 Ispahan
15861 Ispahan este un asteroid din centura principală de asteroizi.

## Descriere
15861 Ispahan este un asteroid din centura principală de asteroizi. A fost descoperit pe 17 aprilie 1996 la Observatorul La Silla de Eric Walter Elst. Asteroidul prezintă o orbită caracterizată de o semiaxă mare de 2,99 ua, o excentricitate de 0,14 și o înclinație de 13,6° în raport cu ecliptica.